# Wilhelm Falk
Wilhelm Carl-Gustav Falk (Sunnersberg, Suecia, 25 de junio de 2003) más conocido como Wilhelm Falk es un baloncestista sueco, que pertenece a la plantilla del Sol Gironès Bisbal Bàsquet de la Segunda FEB. Con 2,03 metros de estatura, juega en la posición de escolta. 

## Trayectoria deportiva
Falk es un escolta formado en las categorías inferiores del Borås Basket II de su país natal. Tras destacar con las categorías inferiores de la selección sueca, en 2019 se marcha a Italia para jugar con apenas 16 años en las filas del Stella Azzurra Roma.
Durante la temporada 2019-20, Falk jugaría con el conjunto italiano 4 partidos del Torneo Adidas NextGen, en el que promediaría 4.5 puntos y 1.8 rebotes por partido.
En marzo de 2020 firmó un contrato con el UCAM Murcia de la Liga Endesa por varias temporadas. Inicialmente el jugador sueco sería asignado al UCAM Murcia Jiffy de Liga EBA y realizaría la pretemporada con el primer equipo.
El 24 de septiembre de 2020, realiza su debut en la segunda jornada de la Liga Endesa jugando los últimos segundos del encuentro en la victoria frente al Movistar Estudiantes por 93 a 80.
El 25 de julio de 2024, firma por el Hestia Menorca de la Liga LEB Oro.
El 22 de febrero de 2025, firma por el Sol Gironès Bisbal Bàsquet de la Segunda FEB.

## Internacional
En 2019 disputó la selección de baloncesto de Suecia el Europeo Sub-16 en Montenegro y sus estadísticas fueron de 13.5 puntos por partido, 8.5 rebotes y dos asistencias en los ocho partidos que duró el torneo. 